# Yoann Bonato

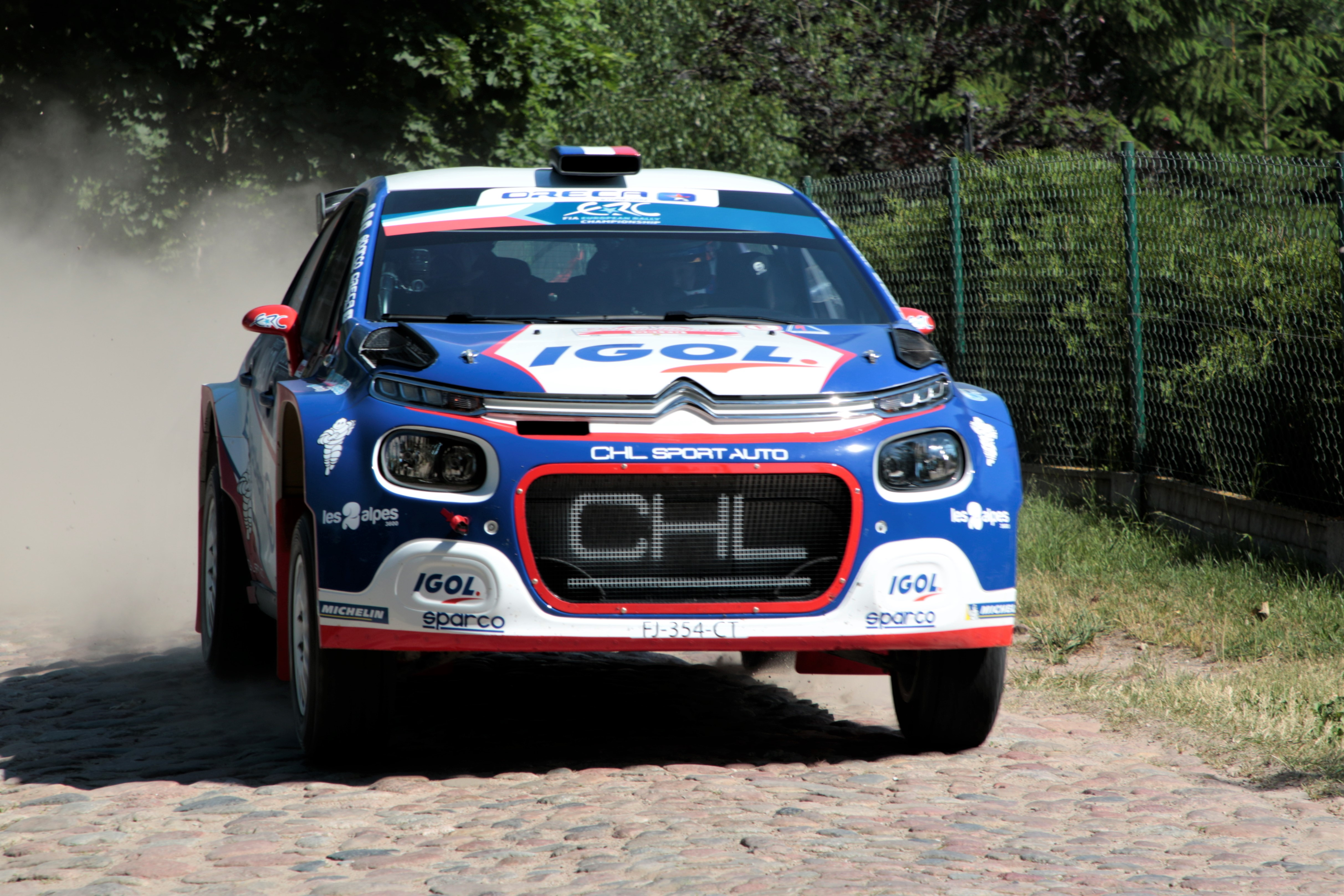
Yoann Bonato podczas Rajdu Polski 2021

Yoann Bonato (ur. 13 maja 1983) – francuski kierowca rajdowy, drugi wicemistrz Europy w rajdach samochodowych w roku 2022.

## Wyniki wRajdowych Mistrzostwach Europy[1]
| Rok  | Zespół         | Samochód          | 1     | 2      | 3      | 4      | 5       | 6      | 7     | 8      | Pkt. | Msc. |
| ---- | -------------- | ----------------- | ----- | ------ | ------ | ------ | ------- | ------ | ----- | ------ | ---- | ---- |
| 2020 |                | Citroën C3 R5     | ITA   | LAT    | PRT    | HUN 14 | ESP 2   | -      | -     | -      | 33   | 13.  |
| 2021 | CHL Sport Auto | Citroën C3 Rally2 | POL 8 | LAT 15 | ITA 16 | CZE 9  | PRT1 NU | PRT2 8 | HUN 8 | ESP NU | 46   | 8.   |
| 2022 |                | Citroën C3 Rally2 | PRT1  | PRT2   | ESP1 3 | POL    | LAT 10  | ITA 3  | CZE   | ESP2 1 | 88   | 3.   |
| 2023 |                | Citroën C3 Rally2 | PRT 5 | ESP 1  | POL    | LAT    | SWE     | ITA 6  | CZE   | HUN 4  | 84   | 5.   |

* - Sezon w trakcie.